# North East England
North East England of Noordoost-Engeland is een regio van Engeland met ongeveer 2.600.000 inwoners en daarmee de regio met de minste inwoners. De regio staat ook wel bekend onder haar historische naam Bernicia.

## Bestuurlijke indeling
De regio bestaat uit de volgende lokaal bestuurde gebieden (graafschappen of unitary authorities):
| Lokaal bestuurde gebieden en plaatsen | Lokaal bestuurde gebieden en plaatsen | Lokaal bestuurde gebieden en plaatsen |
| Nr.                                   | Shire County/Unitary                  | Gecombineerde authoriteit             |
| ------------------------------------- | ------------------------------------- | ------------------------------------- |
| 1                                     | Northumberland                        | Northumberland en Tyne and Wear       |
| 2                                     | Newcastle upon Tyne                   | Northumberland en Tyne and Wear       |
| 3                                     | Gateshead                             | Northumberland en Tyne and Wear       |
| 4                                     | North Tyneside                        | Northumberland en Tyne and Wear       |
| 5                                     | South Tyneside                        | Northumberland en Tyne and Wear       |
| 6                                     | Sunderland                            | Northumberland en Tyne and Wear       |
| 7                                     | Durham                                | Durham en Tees Valley                 |
| 8                                     | Darlington                            | Durham en Tees Valley                 |
| 9                                     | Stockton-on-Tees                      | Durham en Tees Valley                 |
| 10                                    | Hartlepool                            | Durham en Tees Valley                 |
| 11                                    | Redcar and Cleveland                  | Durham en Tees Valley                 |
| 12                                    | Middlesbrough                         | Durham en Tees Valley                 |

| Detailkaart |
| ----------- |
|             |

 Engeland ·  Schotland ·  Noord-Ierland ·  Wales
Regio's van Engeland: East of England · East Midlands · Londen · North East · North West · South East · South West · West Midlands · Yorkshire and the Humber